# Subvertising
Subvertising er et begreb der stammer fra engelsk, der dækker over undergravende reklame fra de engelske ord "subvert" og "advertising". 
Ved at forandre kendte logo, udtryk og symboler, kan man få helt andre meninger frem end oprindelig tænkt. For eksempel er et reklameskilt for Coca-Cola ændret til Capitalisme med samme skrifttype og farver som det originale. Hvilket signalerer at Coca-Cola tjener for mange penge. Eller et Coca-Cola skilt er malet over med rød maling og tilføjet teksten "go home", der fortæller at nogen mener de er uønsket. På den måde kan subvertising få et politisk budskab.
- Wikimedia Commons har flere filer relateret til Subvertising